# Phorinia cinctella
Phorinia cinctella är en tvåvingeart som beskrevs av Louis-Paul Mesnil 1971. Phorinia cinctella ingår i släktet Phorinia och familjen parasitflugor.
Artens utbredningsområde är Uganda. Inga underarter finns listade i Catalogue of Life.